# Sangalopsis
Sangalopsis is een geslacht van vlinders van de familie spanners (Geometridae), uit de onderfamilie Ennominae.

## Soorten
- S. altera Walker, 1864
- S. alvona Thierry-Mieg, 1893
- S. angulimacula Dognin, 1902
- S. angustiplaga Warren, 1907
- S. caullama Schaus, 1892
- S. coccineata Walker, 1865
- S. diasia Druce, 1899
- S. dora Thierry-Mieg, 1893
- S. ficifera Warren, 1904
- S. flaviplaga Warren, 1904
- S. fugax Dognin, 1908
- S. fulvimedia Warren, 1904
- S. hermea Druce, 1899
- S. incaudata Bastelberger, 1908
- S. ino Thierry-Mieg, 1893
- S. lemoulti Debauche, 1937
- S. numbalensis Dognin, 1893
- S. paterna Druce, 1885
- S. pyrgion Druce, 1899
- S. signigera Warren, 1904
- S. splendens Druce, 1885
- S. titan Thierry-Mieg, 1893
- S. versicolor Thierry-Mieg, 1904
- S. xenopithea Druce, 1885